# 밥 번즈
로버트 루이스 번즈 주니어(영어: Robert Lewis Burns Jr., 1950년 11월 24일 ~ 2015년 4월 3일)은 서던 록 밴드 레너드 스키너드의 오리지널 라인업에서 미국 드러머로 활동했다.